# I ragazzi dei Parioli
Pour plus de détails, voir Fiche technique et Distribution.
I ragazzi dei Parioli est un film italien réalisé par Sergio Corbucci, sorti en 1959.

## Fiche technique
- Titre : I ragazzi dei Parioli
- Réalisation : Sergio Corbucci
- Scénario : Sergio Corbucci et Luciano Martino
- Photographie : Marco Scarpelli
- Production : Tonino Cervi et Alessandro Jacovoni
- Pays d'origine : Italie
- Format : Noir et blanc - Mono
- Date de sortie : 1959

## Distribution
- Raf Mattioli : Bob
- Alessandra Panaro : Susy
- Enio Girolami : Fabrizio
- Scilla Gabel : Nuccia
- Valeria Moriconi : Grazia
- Roy Ciccolini : Gegè
- Margherita Bagni : Grand-mère
- Leopoldo Trieste : Anarchiste
- Nino Manfredi : Giuseppe Spallotta